# Hunter Armstrong
Hunter Armstrong é um nadador norte-americano. Hunter competiu nos Jogos Olímpicos de Verão de 2020 e garantiu uma medalha de ouro para o país na modalidade de revezamento 4x100 m livre masculino.